# Blue Like Jazz
Blue Like Jazz (bra: Um Novo Caminho) é um filme estadunidense de 2012, do gênero comédia dramática,  dirigido por Steve Taylor, com roteiro baseado no livro autobiográfico Blue Like Jazz, de Donald Miller. 

## Sinopse
Don Mille (Marshall Allman) encontra-se desencantado com a igreja e sua mãe cristã devota. Na tentativa de se ajustar, e encontrar a si mesmo, ele junta-se a um grupo ativista que o obriga a questionar sobre o que ele realmente acredita.

## Elenco
| Ator/Atriz           | Papel           |
| -------------------- | --------------- |
| Marshall Allman      | Don Miller      |
| Claire Holt          | Penny           |
| Tania Raymonde       | Lauryn          |
| Justin Welborn       | O Papa          |
| Eric Lange           | O Hobo          |
| Jason Marsden        | Kenny           |
| William McKinney     | Jordan          |
| Jenny Littleton      | Mãe de Don      |
| David Alford         | Padre           |
| Jeff Obafemi Carr    | Dean Bowers     |
| Matt Godfrey         | Yuri            |
| Jeffrey Buckner Ford | James Larkin    |
| Traber Burns         | Phillipe Nouvel |
| Barak Hardley        | Town Crier      |
| Jenson Goins         | Quinn           |

## Recepção
No site agregador de críticas Rotten Tomatoes, 40% das 40 avaliações dos críticos são positivas.
O Metacritic, que usa uma média ponderada, atribuiu ao filme uma pontuação de 48 em 100, baseado em 14 críticos, indicando críticas "mistas ou médias".
No San Francisco Chronicle, David Lewis avaliou com 3/4 da nota dizendo que "aborda as lutas existenciais com as quais muitos de nós lidamos - e a indústria cinematográfica praticamente ignora - ao fazê-lo de uma maneira divertida."
Em sua crítica no The New York Times, Rachel Saltz disse que "a crise de fé de Don, que deveria ser o núcleo e o motor do filme, nunca é realmente convincente. Está escrito, mas dramaticamente inerte".